# As Máscaras do Destino
As Máscaras do Destino é um livro de contos escrito por Florbela Espanca, publicado postumamente em 1931 pela Editora Marânus do Porto.
A obra é dedicada à memória do irmão da poetisa, Apeles Espanca, que faleceu tragicamente num acidente de aviação a 6 de Junho de 1927. A sua morte teve um impacto enorme na vida da Florbela, que desde então, embora continue a colaborar no D. Nuno, a escrever poemas que provavelmente, já constituem o póstumo Reliquiae; embora se esforce por fazer publicar o último livro de contos, e embora permaneça com a tarefa das traduções - ela se declara quase permanentemente deprimida, doente dos nervos, fumando em demasia e emagrecendo sensivelmente.”
Florbela inicia o seu livro com a dedicatória a Apeles, o seu "Morto", a quem a autora dirige as palavras de exaltação e dor. O conto “O Aviador” é uma visão mítica da morte do irmão amado.
Ao longo da leitura encontram-se frases de grande beleza e força. As expressões de desejo, carregadas de erotismo, exprimem as contradições na transição para a libertação da mulher. Porém, os contos por vezes parecem carecer de uma certa densidade. Um excessivo uso de palavras e imagens contribui para uma menos conseguida "análise profunda dos sentimentos e paixões", observa Y. Centeno. Como nota a mesma escritora, quase permanente é a qualificação das mulheres em puras e impuras, em excelentes e megeras.

## Conteúdo da obra
- O Aviador
- A Morta
- Os Mortos não Voltam
- O Resto é Perfume
- A Paixão de Manuel Garcia
- O Inventor
- As Orações de Sóror Maria da Pureza
- O Sobrenatural